# Lata 2010–2019

## Najważniejsze wydarzenia

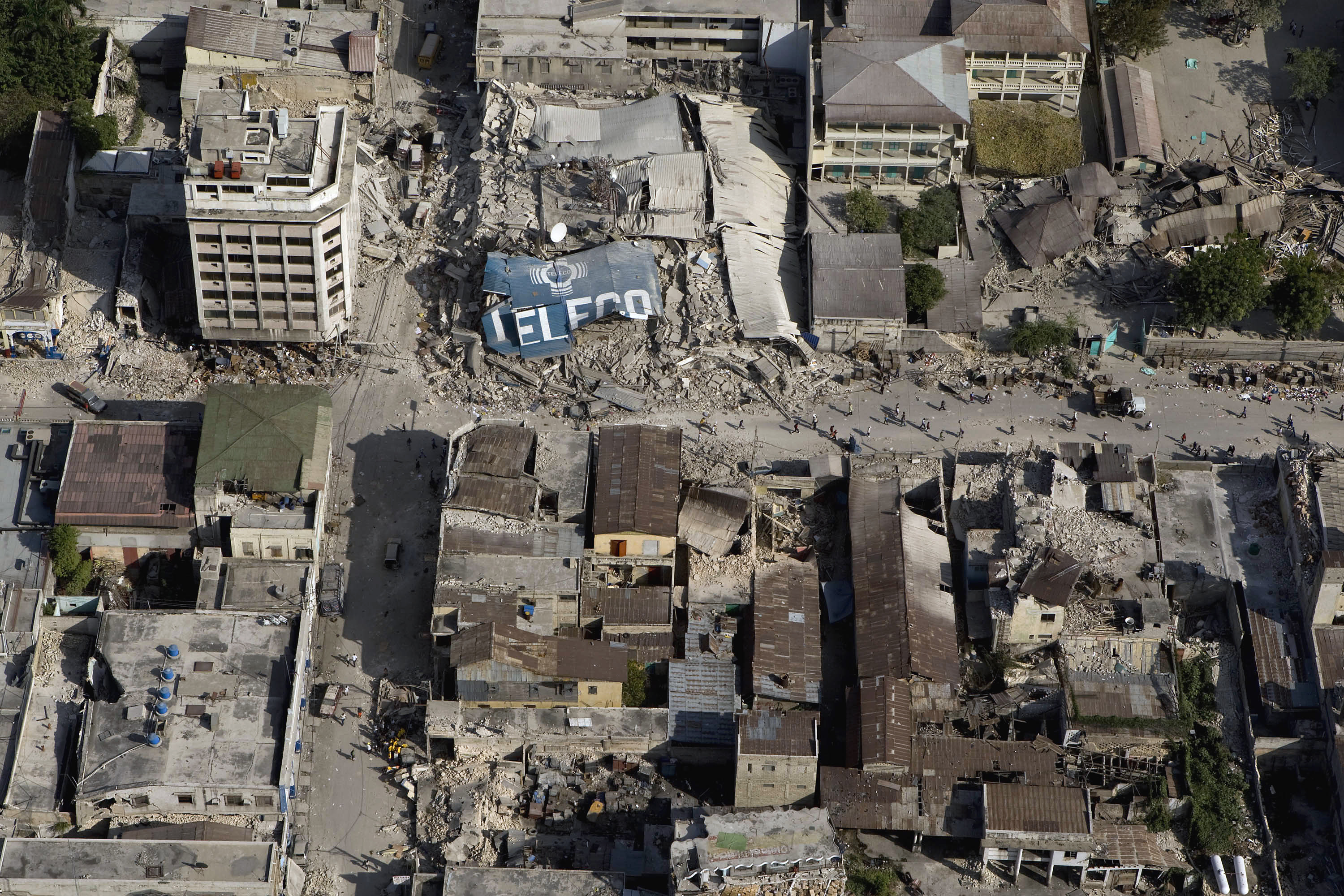
Trzęsienie ziemi na Haiti

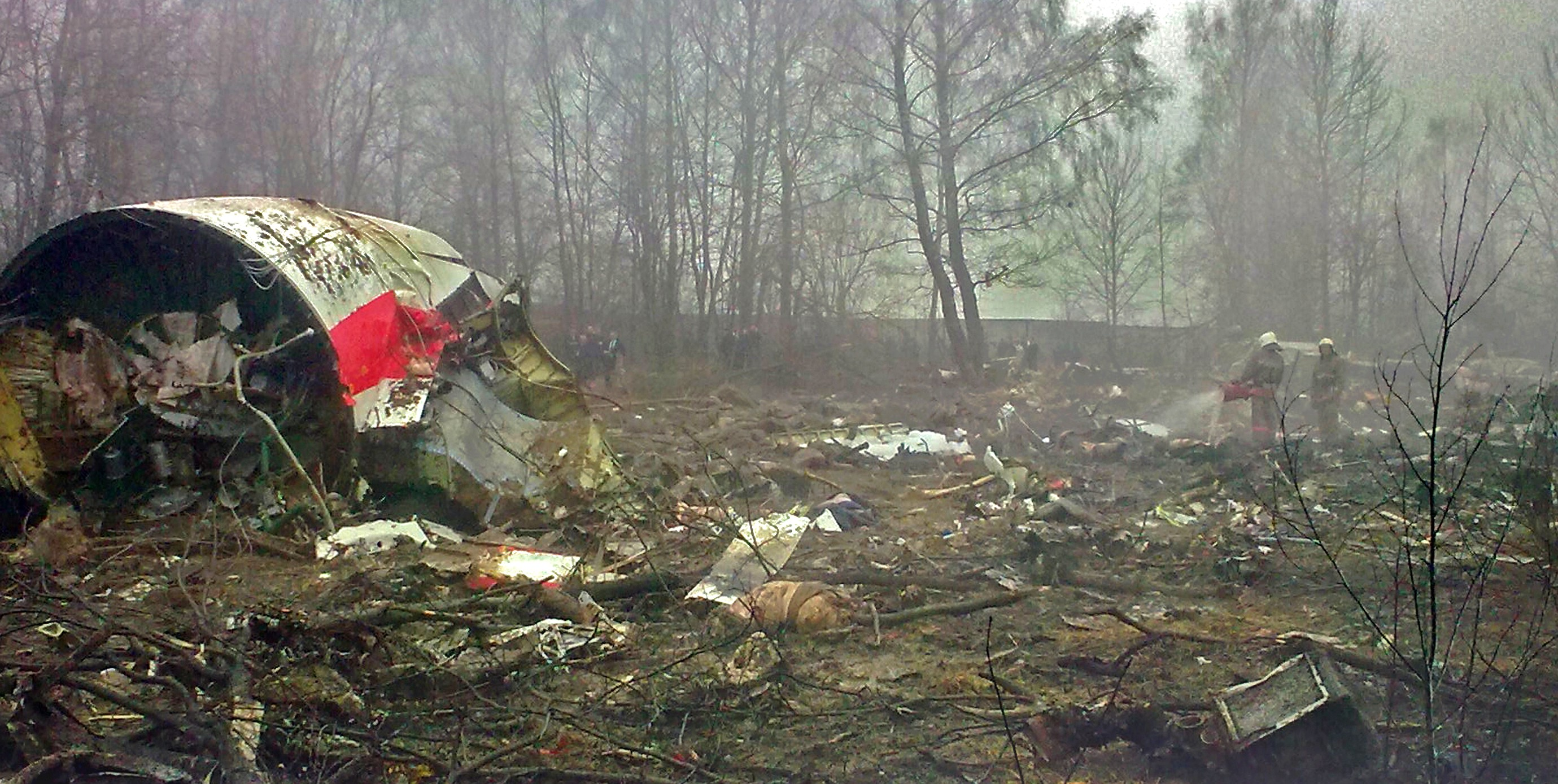
Katastrofa polskiego Tu-154 w Smoleńsku

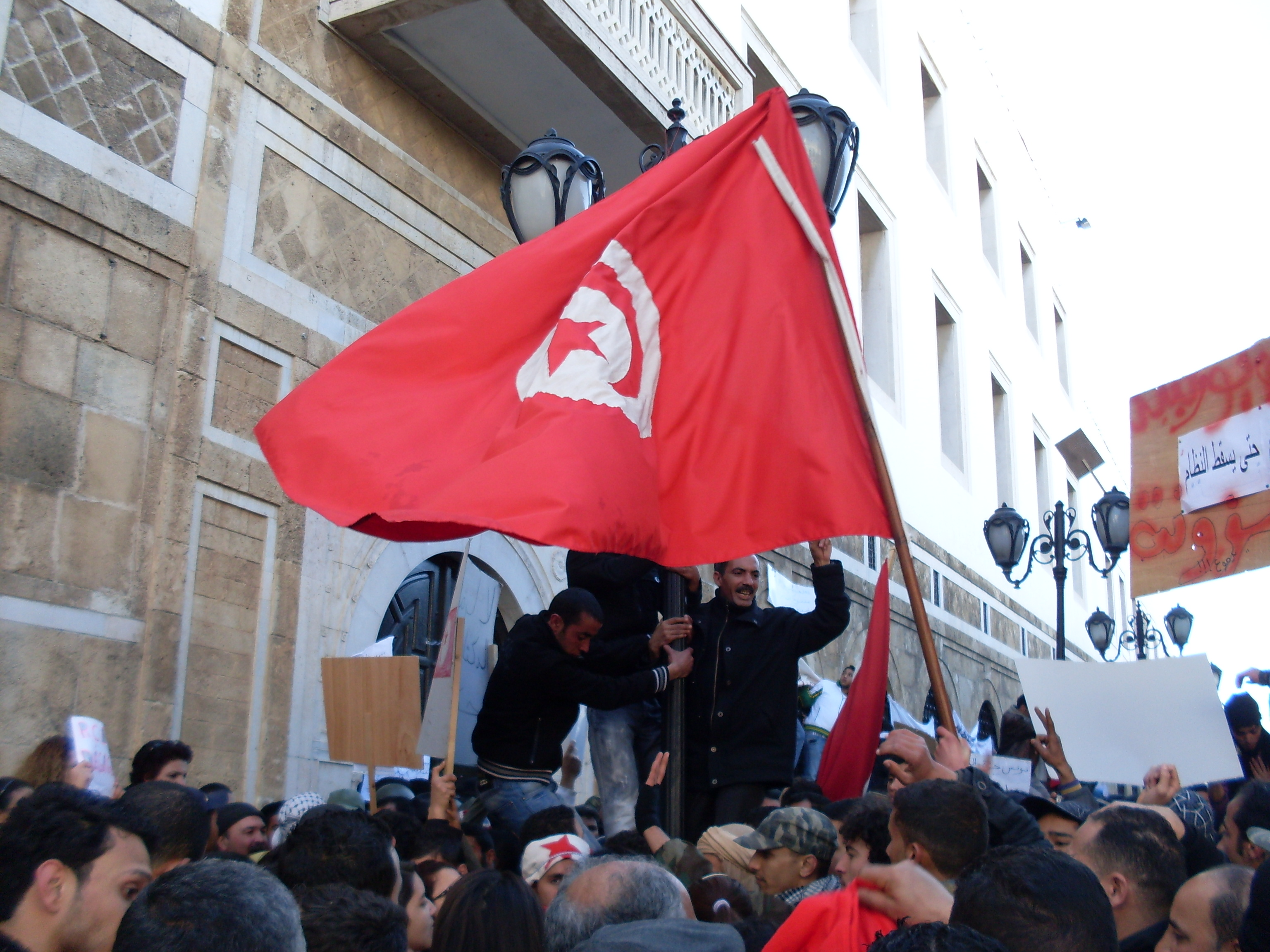
Arabska wiosna

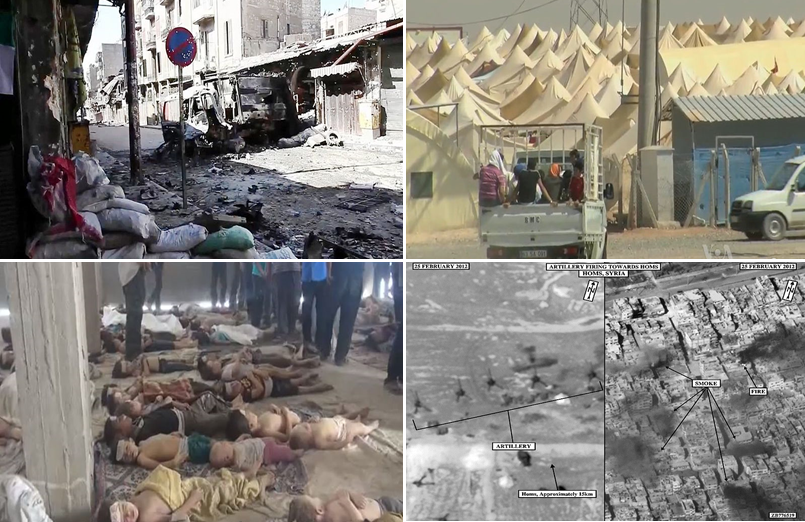
Wojna domowa w Syrii

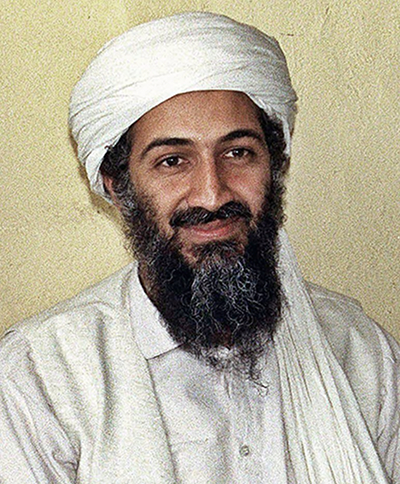
Osama bin Laden

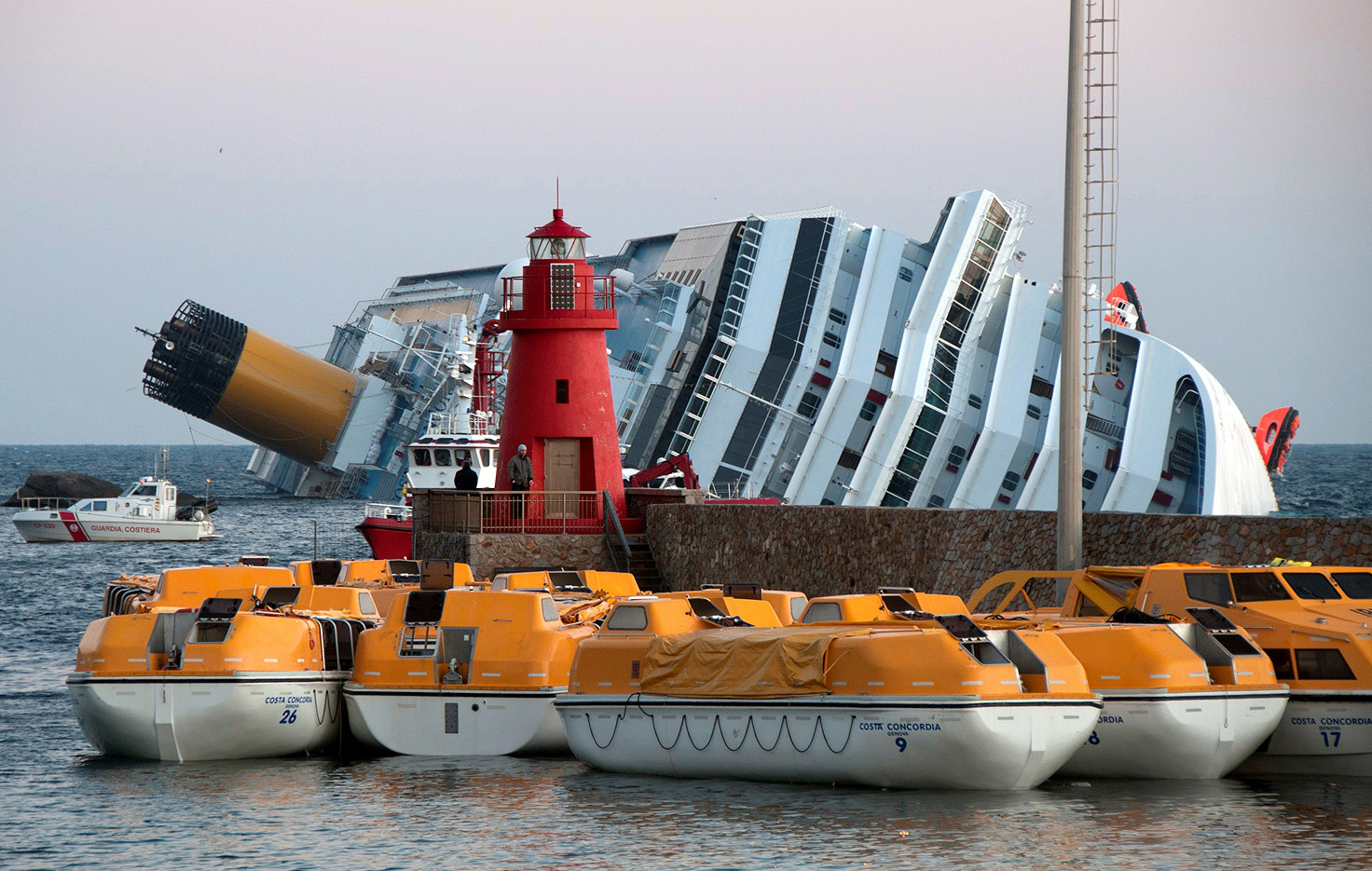
Katastrofa statku Costa Concordia

Mistrzostwa Europy w Piłce Nożnej 2012

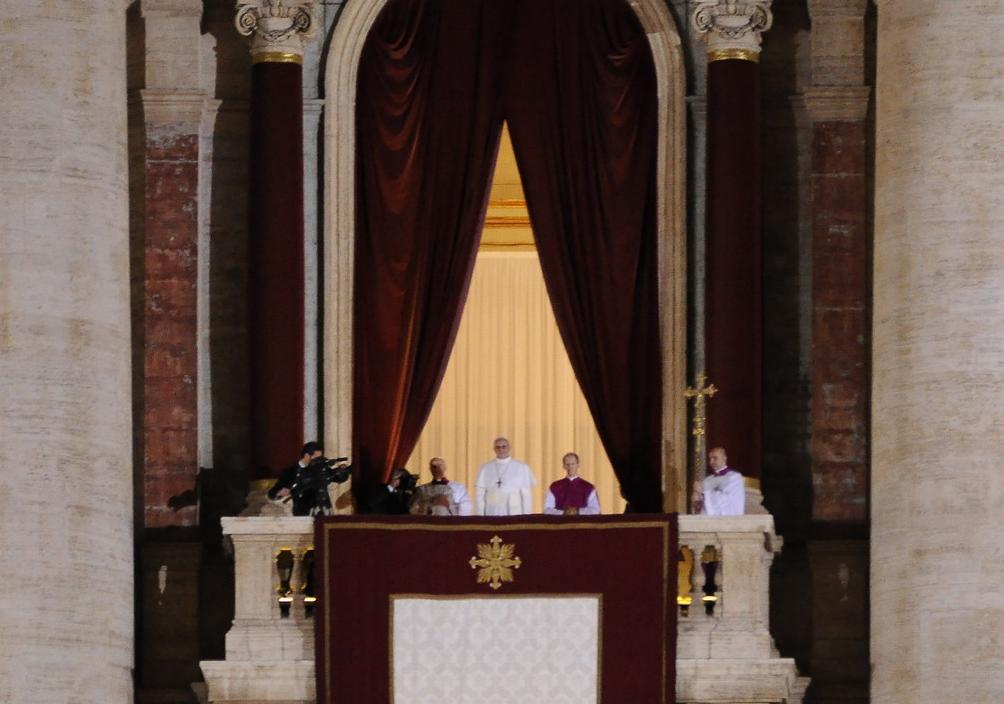
Konklawe 2013

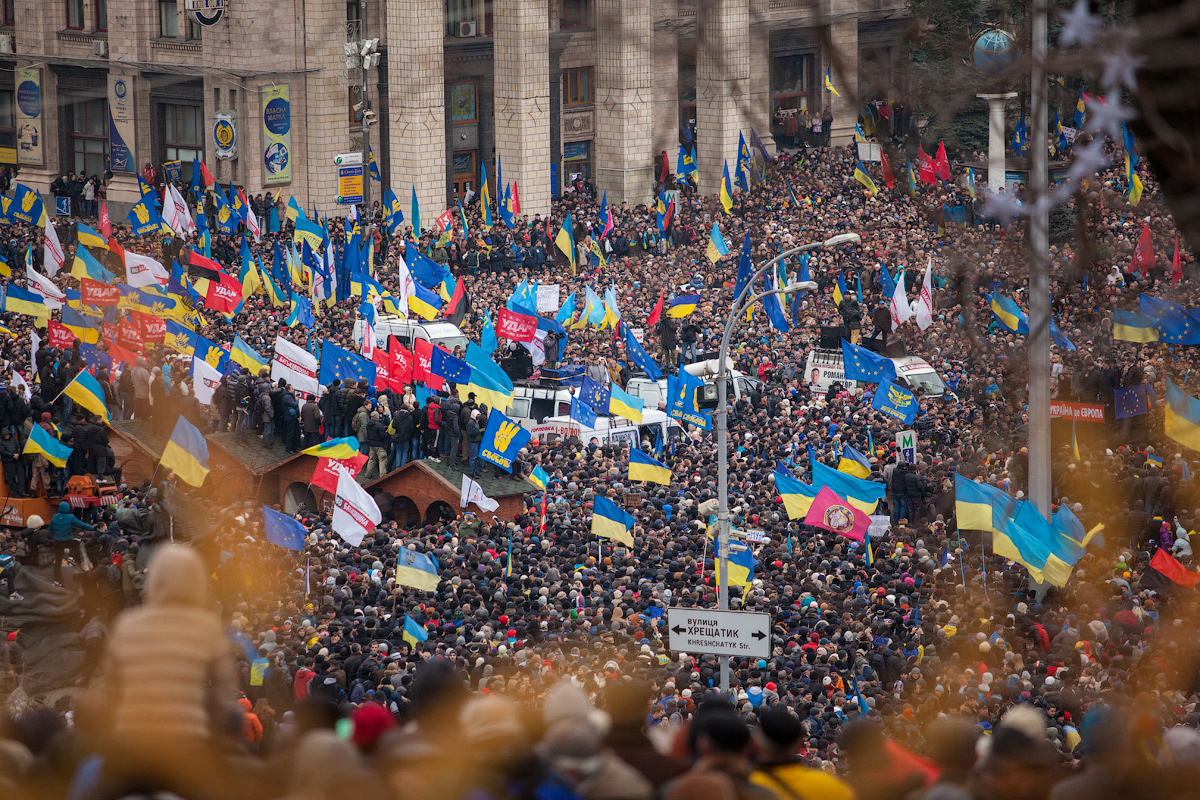
Euromajdan

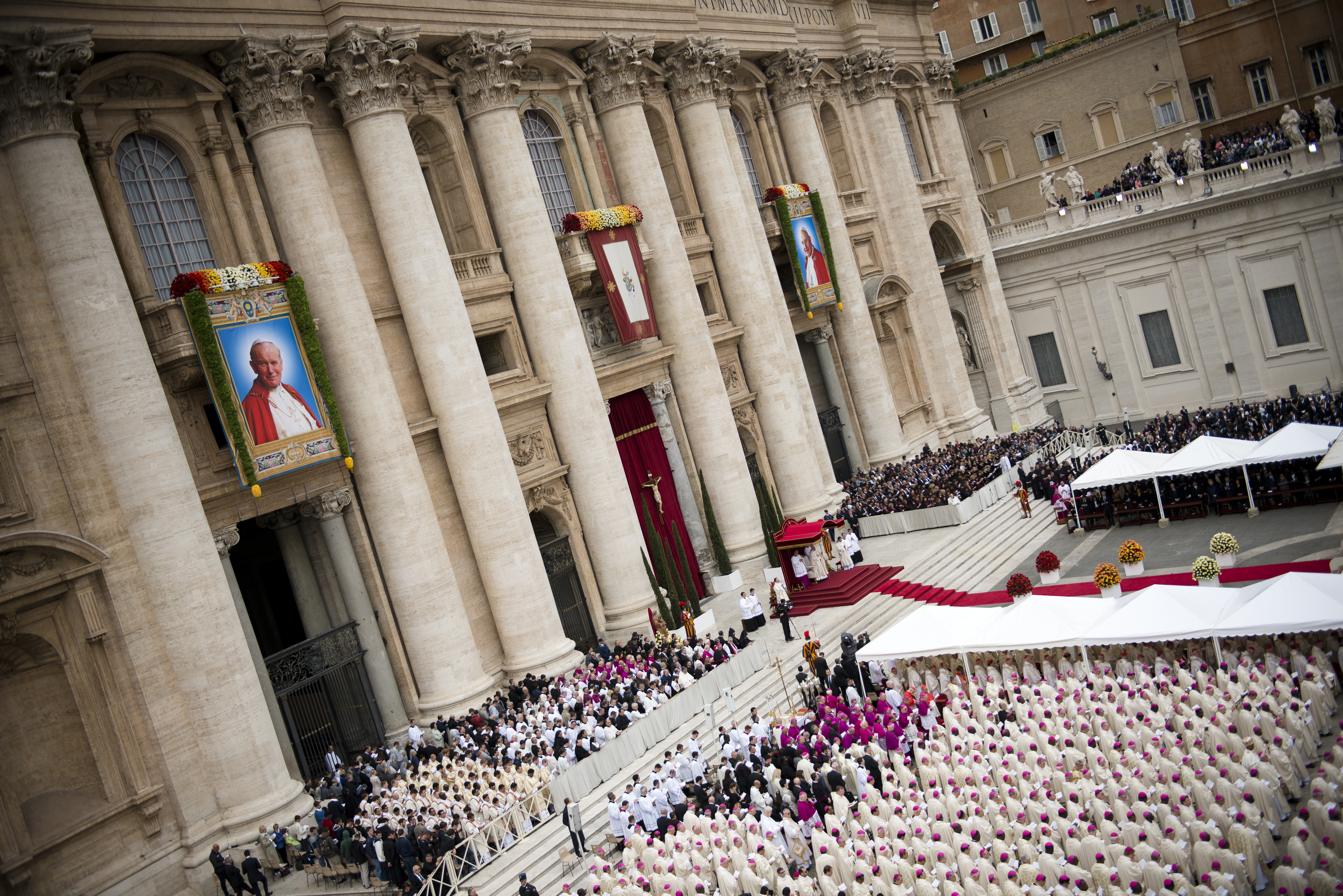
Kanonizacja Jana XXIII i Jana Pawła II

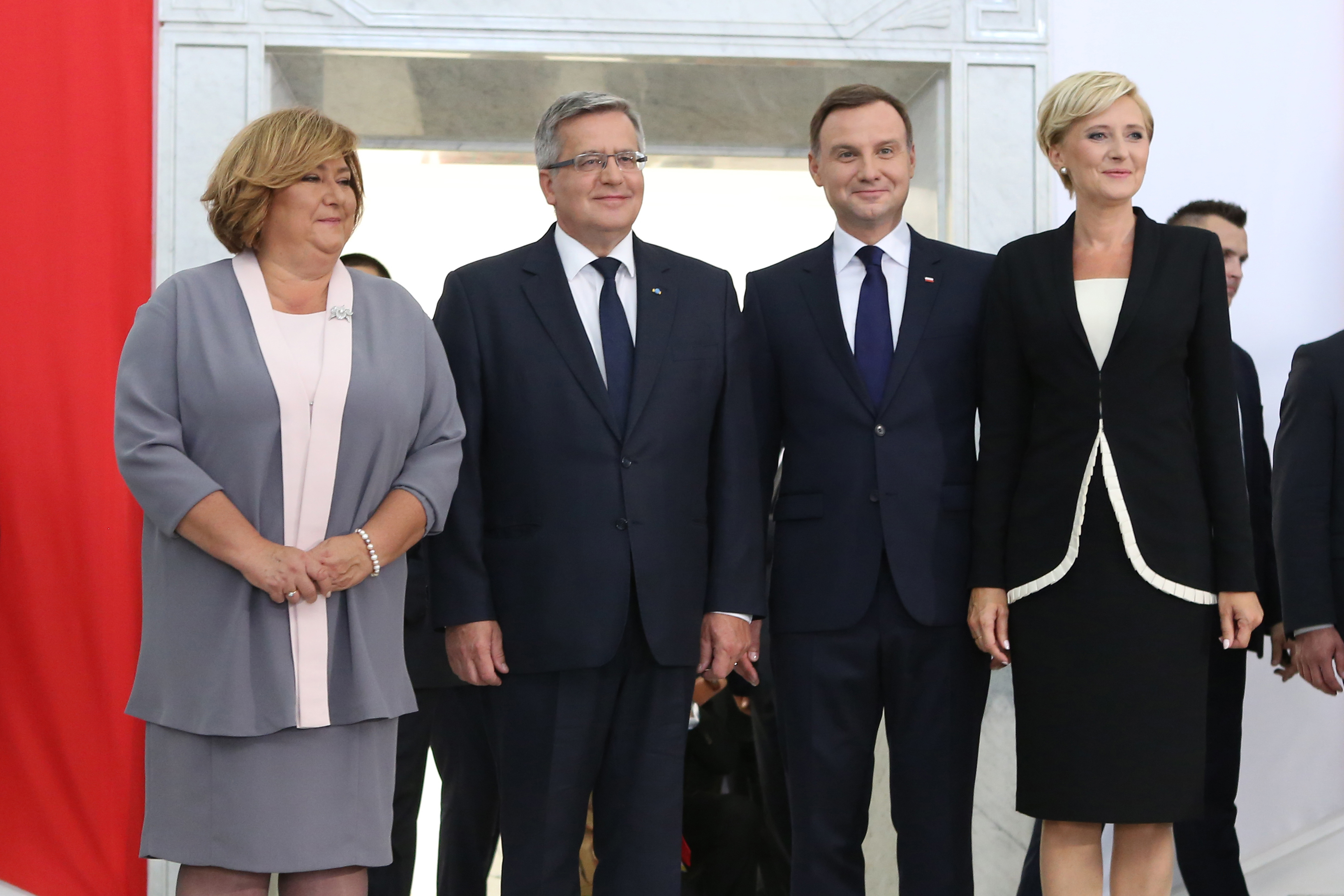
Była prezydencka para Bronisław Komorowski i Anna Komorowska w Sejmie po zakończeniu obrad Zgromadzenia Narodowego z okazji zaprzysiężenia Andrzeja Dudy na prezydenta RP (6 sierpnia 2015)

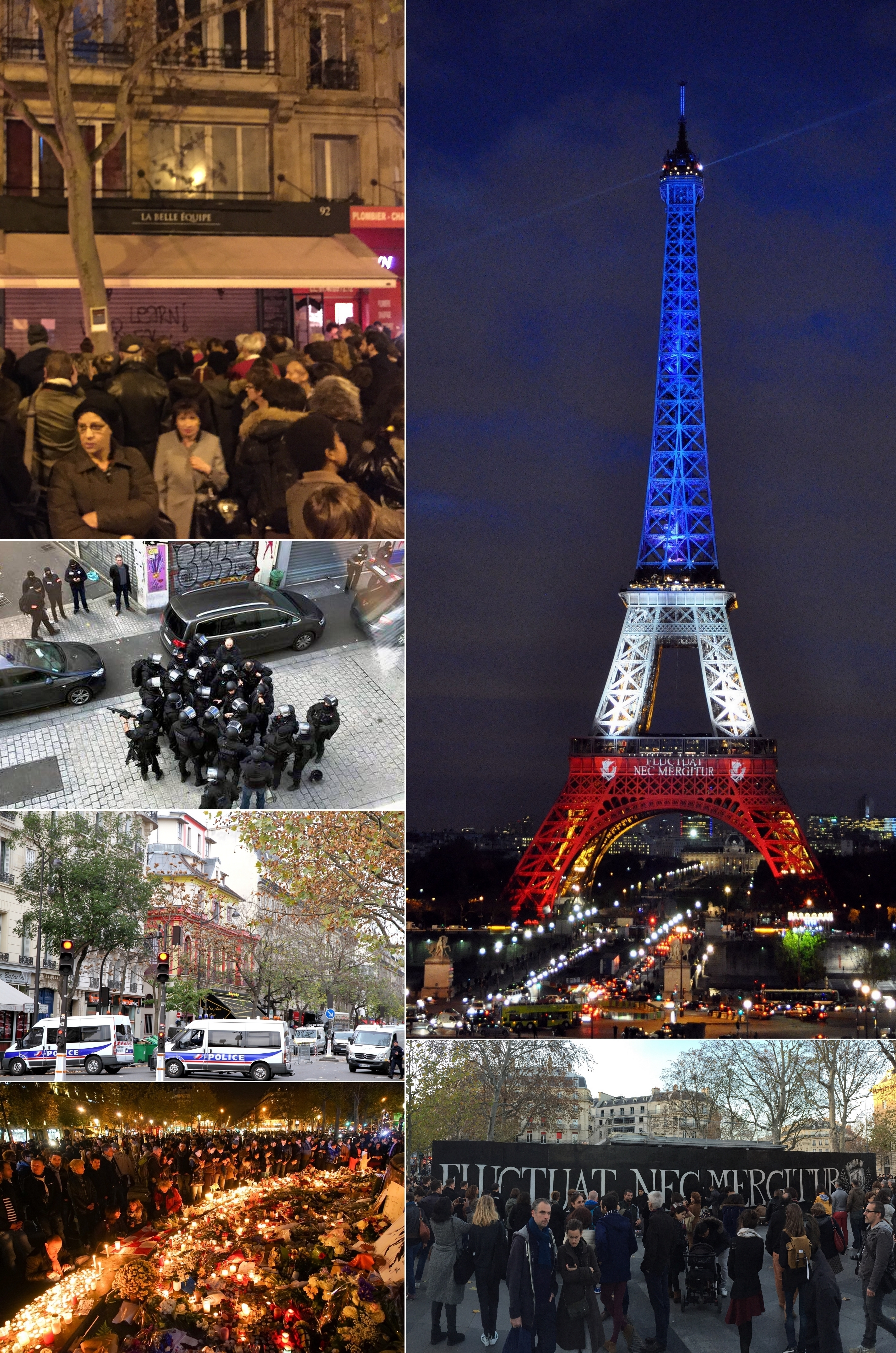
Zamachy w Paryżu

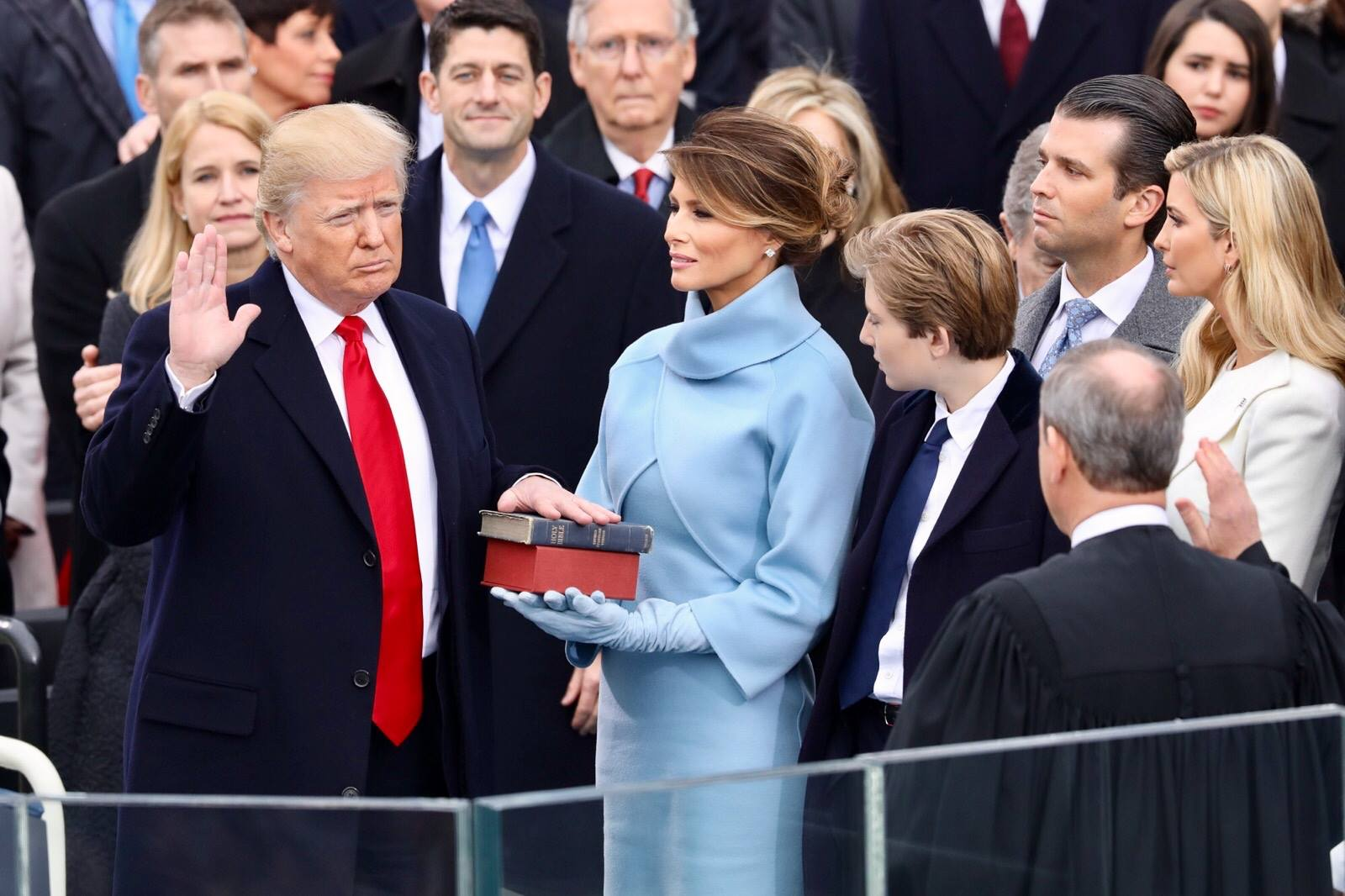
Zaprzysiężenie Donalda Trumpa na Prezydenta Stanów Zjednoczonych

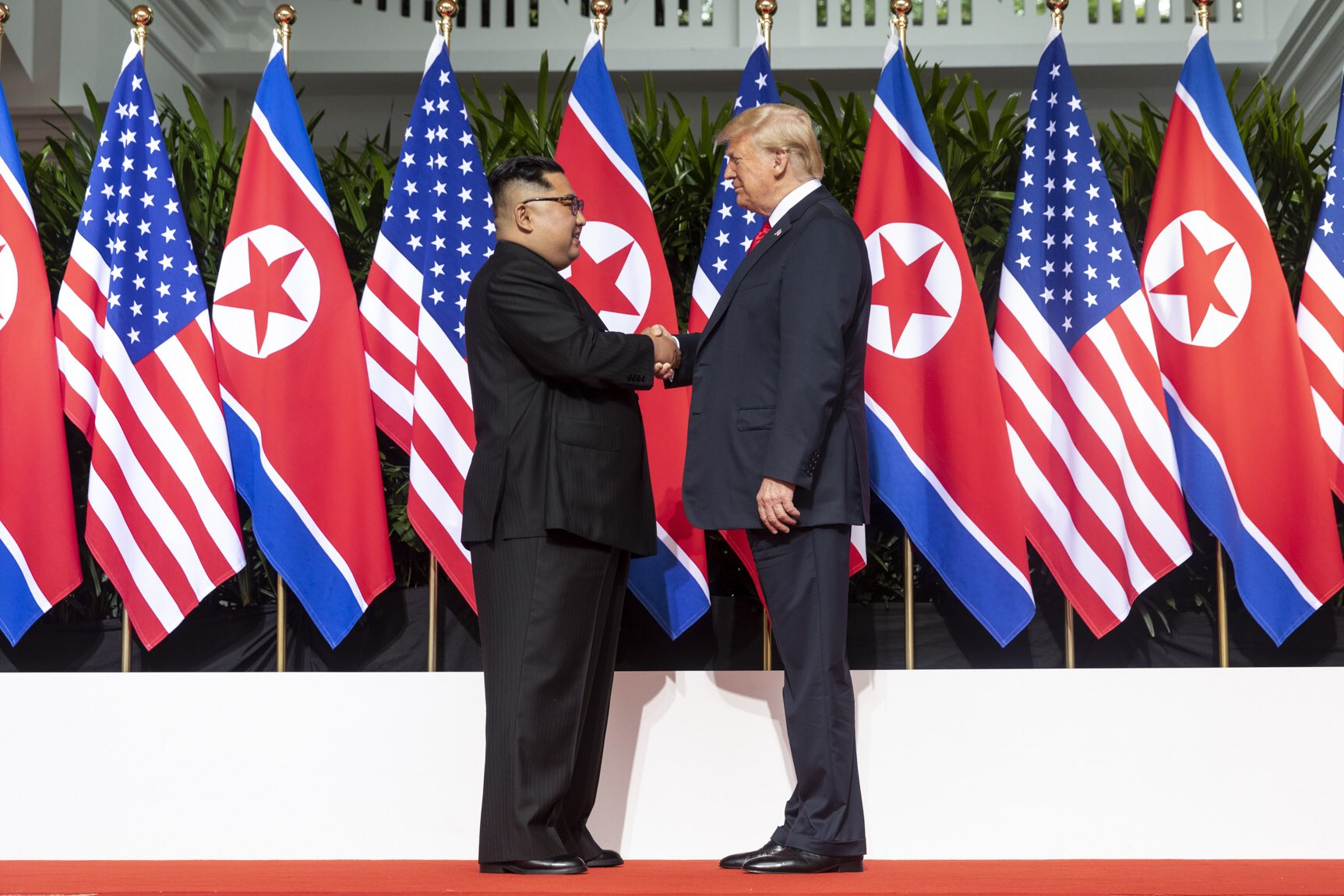
Pierwsze spotkanie przywódców Stanów Zjednoczonych i Korei Północnej

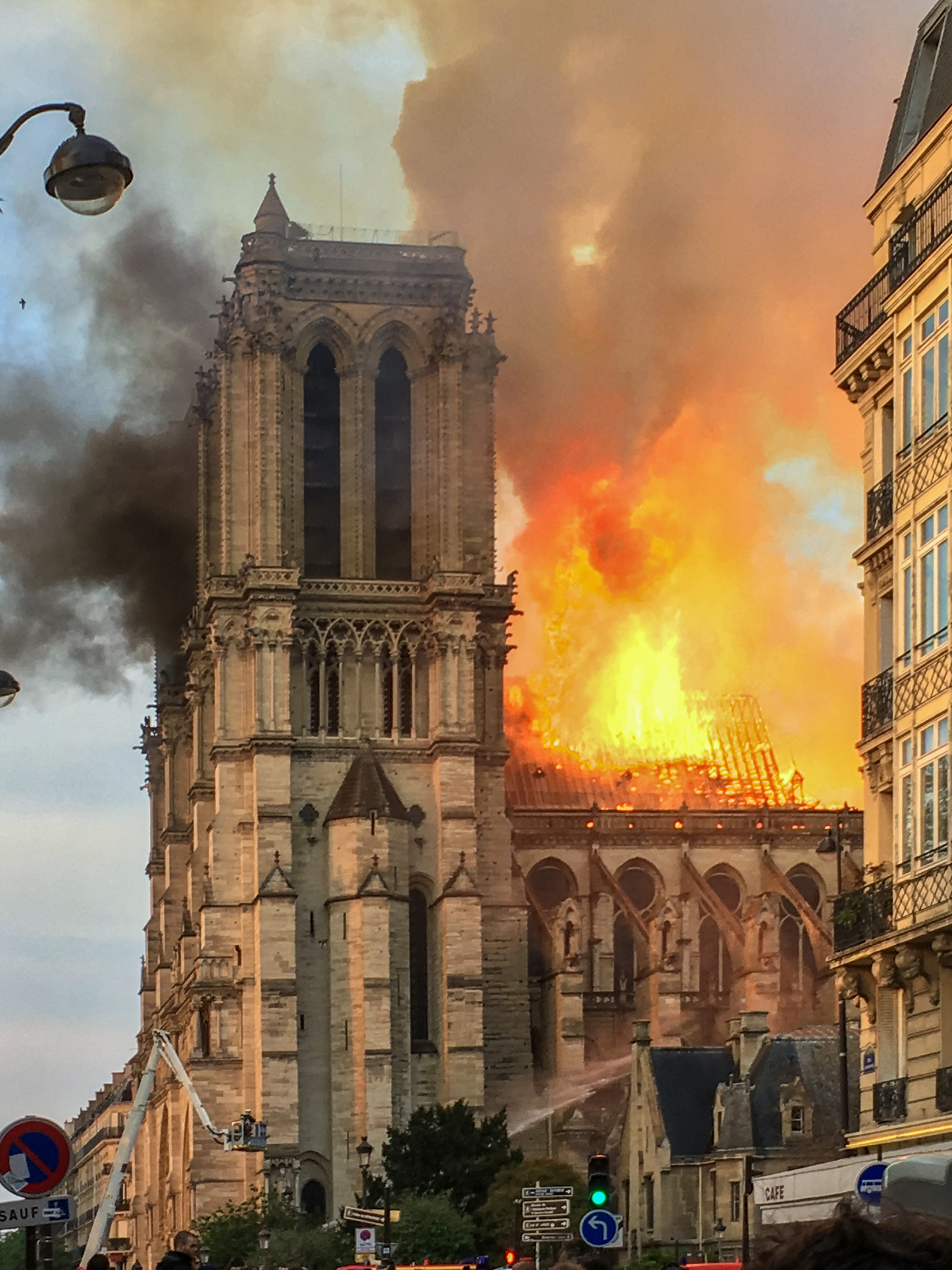
Pożar katedry Notre-Dame w Paryżu 15 kwietnia 2019

Najważniejsze wydarzenia w latach 2010–2019 ułożone według dat rozpoczęcia się:
- Rok 2010
  - Otwarcie 828-metrowego Burdż Chalifa – najwyższego budynku wszech czasów
  - Trzęsienie ziemi na Haiti – dotknęło ono 3 mln ludzi[4]. Według rządu Haiti i The Lancet 316 tys. ludzi zginęło, 300 tys. było rannych, a 1 mln bezdomnych[5][6]. Według międzynarodowych organizacji zginęło 46 tys.-96 tys.[7], a bezdomnymi zostało 1,5 mln[8]-1,8 mln ludzi[9]
  - Powstanie Wspólnoty Państw Ameryki Łacińskiej i Karaibów[10]
  - Zimowe Igrzyska Olimpijskie 2010 w Vancouver
  - Zamach stanu w Nigerii
  - Zamach stanu w Gwinei Bissau
  - Premiera tabletu iPad
  - Katastrofa polskiego Tu-154 w Smoleńsku
  - Erupcja Eyjafjallajökull
  - Eksplozja platformy wiertniczej Deepwater Horizon – do wody przedostało się 780 tys. m³ ropy rozłożonej później przez mikroorganizmy[11]; odszkodowania wyniosły 4,6 mld USD[12]
  - Początek greckich protestów
  - Pierwszy zakup rzeczywistych przedmiotów, przy użyciu wirtualnego bitcoina. Za sprzedane 10000 BTC Laszlo Hanyecz, w Jacksonville, kupił wówczas 2 pizze. Wówczas była to równowartość mniej niż 4 groszy za BTC, czyli pizze kosztowały 25 złotych. Na koniec dekady 10 grudnia 2019 10000 bitcoin-ów kosztowało 285 070 000 złotych. Waluta nazywana walutą 3.0(jako następcę kont bankowych, które następowały po pieniądzach rzeczywistych), "kopana" przez programistów na komputerach dla zabawy stała się realnym środkiem płatniczym. Pod koniec dekady Bitcoin był akceptowany jako forma zapłaty nie tylko w sklepach internetowych, czy kantorach ale także fizycznie istniejących kawiarniach np. w Warszawie[13][14][15][16].
  - Wprowadzenie genomu stworzonego przez człowieka do bakterii, która następnie się podzieliła[17]
  - Mistrzostwa świata w piłce nożnej w Republice Południowej Afryki
  - Powódź w Pakistanie – straty wyniosły 43 mld USD[18]; dotknęła ona 20 mln ludzi[19]
  - Premiera Toy Story 3 – pierwszego animowanego filmu, który zarobił ponad 1 mld USD
  - WHO ogłosiła koniec pandemii grypy A/H1N1[20]
  - Początek największej od 60 lat suszy w Chinach. Do wody pitnej ograniczony dostęp miało 3,7 mln ludzi i 3,5 mln zwierząt. Wypłacone odszkodowania były warte 15 mld USD[21]
  - Zamach stanu w Ekwadorze
  - Powodzie w Queensland – straty wyniosły 31,6 mld USD[22]
  - Zamach stanu na Madagaskarze
  - Początek ujawniania depesz amerykańskiej dyplomacji przez WikiLeaks – największej akcji upubliczniania tajnych dokumentów w historii[23]
  - Postęp w badaniach nad komórkami macierzystymi – pierwsza próba kliniczna wykorzystująca embrionalne komórki macierzyste oraz opracowanie ukierunkowanej transdyferencjacji (zmiany rodzaju komórki bez indukowanej pluripotencji)[24]
  - Początek arabskiej wiosny
  - Przełomem roku według Science zostało zbudowanie pierwszej maszyny kwantowej[25]
  - Atlantyckie huragany w tym roku wywołały szkody większe niż 12 mld USD, pacyficzne huragany – 1,6 mld USD, pacyficzne cyklony – 2,3 mld USD, cyklony z północy Oceanu Indyjskiego – 3 mld USD, cyklony nawiedzające Australię – 3,6 mld USD
  - Powodzie w Chinach spowodowały straty równe 51,4 mld USD[26], w tym 1,36 mln zniszczonych domów[27]; zalane tereny to 97 200 kilometrów kwadratowych[28]
  - Najczęściej sprzedawaną piosenką w 2010 roku była Tik Tok Keshy (12,8 mln egzemplarzy)[29]
  - Najlepiej zarabiającymi artystami roku byli muzycy U2 – 108 601 283 USD[30]
  - Globalna średnia roczna temperatura była największa od początku prowadzenia pomiarów[31]
  - Roczna antropogeniczna emisja dwutlenku węgla wyniosła 33 mld ton – jest to najwyższy poziom od początku prowadzenia pomiarów[32]
- Rok 2011
  - Przydzielenie ostatnich wolnych IPv4[33]
  - Wojna domowa w Libii – Obalenie i zabicie dyktatora Muammara al–Kaddafiego
  - Zamach stanu w Demokratycznej Republice Konga
  - Zamach stanu na Madagaskarze[34]
  - Najdroższa (bez uwzględnienia inflacji) katastrofa naturalna w historii[35]: trzęsienie ziemi i tsunami w Japonii wywołało straty rzędu 300 mld USD[36], w tym katastrofę elektrowni jądrowej Fukushima I z powodu której zamknięto 8 elektrowni atomowych w Niemczech[37]
  - Pierwszy pozew ofiar przestępstw seksualnych w Kościele katolickim przeciwko Benedyktowi XVI[38]. Drugi pozew był skierowany we wrześniu 2011 roku do Międzynarodowego Trybunału Karnego i oskarżał jeszcze trzech kardynałów o zbrodnie przeciwko ludzkości[39]
  - Operacja Sony: hakerzy z grupy Anonymous wykradli dane do 100 mln kont z systemu PlayStation 3[40]; straty wyniosły 318 $ za każde konto, o którym wyciekły informacje[41]
  - Zabicie Osamy bin Ladena.
  - Pożyczka 78 mld euro Portugalii[42]
  - Afera podsłuchowa News of the World
  - Ostatni lot wahadłowca[43]
  - Zamach stanu w Nigerii
  - Początek wojny domowej w Syrii
  - Powstanie Sudanu Południowego
  - Głód w Rogu Afryki zagraża 13,3 mln ludzi[44]
  - Premiera ostatniego filmu z cyklu Harry Potter – najbardziej dochodowej serii filmowej wszech czasów (bez uwzględnienia inflacji)[45]
  - Pierwsze w historii obniżenie wiarygodności kredytowej USA[46] – kryzys finansowy trwa
  - Powodzie w Tajlandii wywołały straty rzędu 6 mld USD[47]
  - Powodzie w Sindh (Pakistan) dotknęły 8,9 mln ludzi[48]
  - Mistrzostwa Świata w Lekkoatletyce 2011
  - Powstała dziura ozonowa nad Arktyką[49]
  - Uzyskano pierwsze ludzkie komórki macierzyste ze sklonowanego ludzkiego embrionu[50]
  - Odkryto, że kulturę posiadają, oprócz ludzi, także orangutany[51]
  - K computer osiągnął wydajność 10,51 PFLOPS[52], tym samym stając się pierwszym urządzeniem zbudowanym przez człowieka, który ma większą moc obliczeniową od jego mózgu i obiektem o największej znanej mocy obliczeniowej (nie uwzględniając farm serwerów[53] i największych botnetów[54])[55]
  - Zamach stanu w Gwinei-Bissau
  - Zamach stanu w Bangladeszu
  - Koniec wojny w Iraku – jednego z elementów wojny z terroryzmem
  - Śmierć dyktatora Korei Północnej Kim Dzong Ila, następcą syn Kim Dzong Un
  - Ogłoszono, że przyjmowanie leków antyretrowirusowych przez heteroseksualistów redukuje ryzyko zakażenia HIV partnerów seksualnych o 96%; według „Science” jest to przełom roku 2011[56]
  - Powodzie w Chinach dotknęły 36 mln ludzi[57][58] powodując 6,7 mld USD strat[59]
  - Atlantyckie huragany w tym roku wywołały szkody rzędu 12,2 mld USD, pacyficzne huragany – 0,2 mld USD, pacyficzne cyklony – 4,9 mld USD
  - Ponownie najlepiej zarabiającymi artystami roku byli muzycy U2 – 232 mln USD[60]
- Rok 2012
  - Katastrofa statku Costa Concordia
  - Zamach stanu na Malediwach
  - Zamach stanu na Papui-Nowej Gwinei
  - Zamach stanu w Mali[61]
  - Mistrzostwa Europy w Piłce Nożnej 2012 w Polsce i na Ukrainie
  - Letnie Igrzyska Olimpijskie 2012 w Londynie
  - Facebook osiągnął ponad 1 mld użytkowników[62] – jest to najpopularniejszy serwis społecznościowy na świecie[63] i 2 (po wyszukiwarce Google) najczęściej odwiedzana strona w internecie[64]
  - Pierwsza w historii rekomendacja terapii genowej; jest nią, zaaprobowana przez Europejską Agencję Leków, Glybera lecząca zapalenia trzustki[65]
  - Przełomem roku według Science było odkrycie bozonu Higgsa[66]
  - W 2012 roku miało miejsce 310 katastrof naturalnych, które łącznie przyniosły straty wynoszące 138 mld USD (większe straty zanotowano tylko rok wcześniej) i śmierć 9100 ludzi; najkosztowniejszą katastrofą był huragan Sandy – 50 mld USD strat[67]
- Rok 2013
  - Abdykacja Papieża Benedykta XVI, następcą Franciszek
  - Upadek meteorytu w okolicach Czelabińska
  - Zamach stanu w Egipcie
  - Światowe Dni Młodzieży w Rio de Janeiro
  - Mistrzostwa Świata w Lekkoatletyce 2013
  - Mistrzostwa Europy w Piłce Siatkowej Mężczyzn 2013 w Polsce i w Danii
  - Śmierć byłego prezydenta RPA i bojownika z apartheidem Nelsona Mandeli
  - Euromajdan
- Rok 2014
  - Zimowe Igrzyska Olimpijskie 2014 w Soczi
  - Epidemia gorączki krwotocznej Ebola w Afryce Zachodniej
  - Kryzys krymski
  - Konflikt na wschodniej Ukrainie
  - Kanonizacja Jana Pawła II i Jana XXIII
  - Zamach stanu w Tajlandii
  - Zestrzelenie lotu Malaysia Airlines 17
  - Abdykacja króla Hiszpanii Jana Karola I na rzecz syna Filipa VI
  - Mistrzostwa Świata w Piłce Nożnej 2014 w Brazylii
  - Mistrzostwa Świata w Piłce Siatkowej Mężczyzn 2014 w Polsce
- Rok 2015
  - Zamach na redakcję Charlie Hebdo
  - Masakra w Baga
  - Kryzys migracyjny w Europie
  - Kryzys zadłużenia w Grecji
  - Wybory prezydenckie w Polsce i wybór Andrzeja Dudy na prezydenta RP
  - Mistrzostwa Świata w Lekkoatletyce 2015
  - Pierwsze potwierdzenie istnienia fal grawitacyjnych
  - wybory parlamentarne w Polsce. Do Sejmu weszło 5 partii. Po raz pierwszy od 1989 roku zwycięski komitet wyborczy, PiS który zdobył 37,58% (235 mandatów), zdobył większość umożliwiającą sformowanie samodzielnego rządu, do Sejmu dostały się także: PO, Kukiz’15, Nowoczesna i PSL, a poza parlamentem znalazła się lewica[68].
  - Zamachy w Paryżu
  - Zestrzelenie rosyjskiego Su-24
- Rok 2016
  - pierwsze historyczne spotkanie papieża Franciszka i Cyryla I na Kubie[69].
  - Zamachy w Brukseli
  - Mistrzostwa Europy w Piłce Nożnej 2016
  - Referendum w Wielkiej Brytanii w 2016 roku i Brexit
  - Zamach w Nicei
  - Zamach stanu w Turcji
  - Zamach w Saint-Étienne-du-Rouvray
  - Światowe Dni Młodzieży 2016 w Krakowie
  - Letnie Igrzyska Olimpijskie 2016 w Rio de Janeiro
  - Wybory prezydenckie w Stanach Zjednoczonych i wybór Donalda Trumpa
  - Kryzys sejmowy w Polsce
  - Zamach w Berlinie
- Rok 2017
  - Wybory prezydenckie we Francji w 2017 roku
  - Zamach w Manchesterze
  - Mistrzostwa Świata w Lekkoatletyce 2017
  - Zamachy w Katalonii
  - Wybory parlamentarne w Niemczech w 2017 roku
  - Przejście huraganu Irma nad Oceanem Atlantyckim i Ameryką
  - Referendum w Katalonii
  - Strzelanina w Las Vegas
  - Zamach stanu w Zimbabwe
  - Największe klasyczne dyski twarde świata mają format 3,5 i 12 TB pojemności. Dyski SSD 16TB.[70]

Największy dysk około dekadę wcześniej(w 2006) miał pojemność 750GB. W ciągu dekady zanotowano więc ponad 20 krotny wzrost pojemności w stosunku do tych samych rozmiarów.
- Rok 2018
  - Zimowe Igrzyska Olimpijskie 2018
  - historyczne Pierwsze spotkanie przywódców Stanów Zjednoczonych i Korei Północnej
  - Mistrzostwa Świata w Piłce Nożnej 2018
  - Akcja ratunkowa w jaskini Tham Luang
- Rok 2019
  - Zamach na Prezydenta miasta Gdańska Pawła Adamowicza
  - Kryzys prezydencki w Wenezueli
  - Mistrzostwa Świata w Lekkoatletyce 2019
  - Światowe Dni Młodzieży w Panamie
  - Wskutek masowych protestów w Algierii prezydent Algierii Abd al-Aziz Buteflika ustąpił z urzędu po 20 latach prezydentury
  - Wskutek Zamachu stanu w Sudanie prezydent Sudanu Umar al-Baszir został usunięty z urzędu po 30 latach rządów dyktatorskich
  - Pożar katedry Notre-Dame w Paryżu
  - Wybory parlamentarne w Polsce[72][73]. Do Sejmu weszło 5 komitetów wyborczych. Zwycięski komitet wyborczy, PiS, który zdobył 43,59% (235 mandatów), po raz drugi zdobył większość umożliwiającą sformowanie samodzielnego rządu.  Do Sejmu dostały się także: KO (27,4%), SLD (12,56%), PSL (8,55%) i KWiN (6,81%)[74][75]. Zwycięski komitet wyborczy nie zdobył natomiast samodzielnej większości w Senacie pomimo uzyskania największej liczby mandatów. Frekwencja wyniosła 61,74%[74].
  - Sieć teleskopów Event Horizon Telescope wykonała pierwsze w historii zdjęcie czarnej dziury.
  - Pod koniec 2019 roku otwarto drogę do powstania w pełni niepodległego państwa – Wyspa Bougainville’a[76]
  - Pożary buszu w Australii (2019–2020)